# Trofeo Frank J. Selke

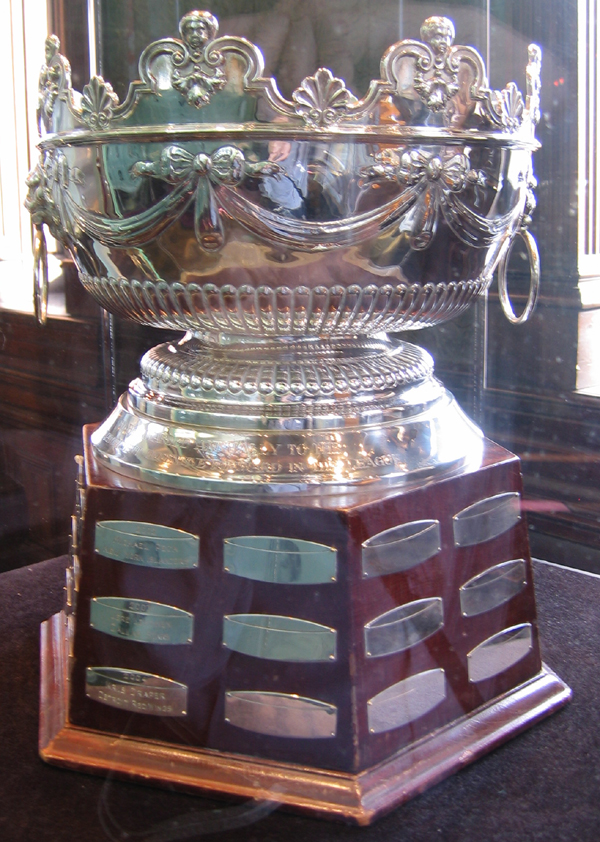
Trofeo Selke en el Salón de la Fama del Hockey.

El Trofeo Frank J. Selke (en inglés Frank J. Selke Trophy o solamente Selke Trophy) se entrega anualmente al delantero de la National Hockey League que demuestra mayores habilidades defensivas durante el juego. El ganador es elegido según los resultados de una encuesta entre la Asociación de Prensa de Hockey Profesional a la conclusión de la temporada regular. 
El trofeo se denomina así en honor de Frank J. Selke, antiguo gerente general de los Toronto Maple Leafs y de los Montreal Canadiens. Fue entregado por primera vez en la temporada 1976-77.

## Ganadores del Trofeo Frank J. Selke
- 2021-22 - Patrice Bergeron, Boston Bruins
- 2020-21 - Aleksander Barkov, Florida Panthers
- 2019-20 - Sean Couturier, Philadelphia Flyers
- 2018-19 - Ryan O'Reilly, St. Louis Blues
- 2017-18 - Anze Kopitar, Los Angeles Kings
- 2016-17 - Patrice Bergeron, Boston Bruins
- 2015-16 - Anze Kopitar, Los Angeles Kings
- 2014-15 - Patrice Bergeron, Boston Bruins
- 2013-14 - Patrice Bergeron, Boston Bruins
- 2012-13 - Jonathan Toews, Chicago Blackhawks
- 2011-12 - Patrice Bergeron, Boston Bruins
- 2010-11 - Ryan Kesler, Vancouver Canucks
- 2009-10 - Pavel Datsyuk, Detroit Red Wings
- 2008-09 - Pavel Datsyuk, Detroit Red Wings
- 2007-08 - Pavel Datsyuk, Detroit Red Wings
- 2006-07 - Rod Brind'Amour, Carolina Hurricanes
- 2005-06 - Rod Brind'Amour, Carolina Hurricanes
- 2004-05 - Vacante por la suspensión de la temporada a causa de la huelga de jugadores
- 2003-04 - Kris Draper, Detroit Red Wings
- 2002-03 - Jere Lehtinen, Dallas Stars
- 2001-02 - Michael Peca, New York Islanders
- 2000-01 - John Madden, New Jersey Devils
- 1999-00 - Steve Yzerman, Detroit Red Wings
- 1998-99 - Jere Lehtinen, Dallas Stars
- 1997-98 - Jere Lehtinen, Dallas Stars
- 1996-97 - Michael Peca, Buffalo Sabres
- 1995-96 - Sergei Fedorov, Detroit Red Wings
- 1994-95 - Ron Francis, Pittsburgh Penguins
- 1993-94 - Sergei Fedorov, Detroit Red Wings
- 1992-93 - Doug Gilmour, Toronto Maple Leafs
- 1991-92 - Guy Carbonneau, Montreal Canadiens
- 1990-91 - Dirk Graham, Chicago Blackhawks
- 1989-90 - Rick Meagher, St. Louis Blues
- 1988-89 - Guy Carbonneau, Montreal Canadiens
- 1987-88 - Guy Carbonneau, Montreal Canadiens
- 1986-87 - Dave Poulin, Philadelphia Flyers
- 1985-86 - Troy Murray, Chicago Black Hawks
- 1984-85 - Craig Ramsay, Buffalo Sabres
- 1983-84 - Doug Jarvis, Washington Capitals
- 1982-83 - Bobby Clarke, Philadelphia Flyers
- 1981-82 - Steve Kasper, Boston Bruins
- 1980-81 - Bob Gainey, Montreal Canadiens
- 1979-80 - Bob Gainey, Montreal Canadiens
- 1978-79 - Bob Gainey, Montreal Canadiens
- 1977-78 - Bob Gainey, Montreal Canadiens